# Staats-Vlaanderen
Staats-Vlaanderen was een van de generaliteitslanden van de Republiek der Zeven Verenigde Nederlanden. Het omvatte ruwweg het huidige Zeeuws-Vlaanderen, hoewel de landkaart in die dagen er geheel anders uitzag dan in de 21e eeuw omdat er  veel meer water was: de Braakman deelde het gebied dwars doormidden en sommige stukken land langs de Westerschelde waren nog niet ingepolderd.

## Tachtigjarige Oorlog
De Tachtigjarige Oorlog bracht militaire inundaties met zich mee, waarvan die van 1583 wel het meest ingrijpend was. Zeegeulen ontstonden en deze gingen meer dan 10 km het binnenland in. De meeste polders werden weer schorren en slechts enkele eilanden bleven bewoonbaar. De Staats-Spaanse Linies werden aangelegd en deze zouden de latere grens markeren tussen Staats en Spaans Vlaanderen. In 1604 werd het huidige West-Zeeuws-Vlaanderen goeddeels Staats en in de jaren daarna zou Oost Zeeuws-Vlaanderen volgen.
De grens met de door de Spaanse koningen en later door de Oostenrijkse Habsburgers bestuurde Zuidelijke Nederlanden liep ongeveer waar hij nu loopt tussen Zeeuws- en Oost-Vlaanderen. De grens was aan beide zijden geheel gefortificeerd, conform de manier van oorlogvoering in die dagen.

## Godsdienstige situatie
Het zwaartepunt van de Noordelijke bemoeienis lag tijdens de Tachtigjarige Oorlog aanvankelijk op de westelijke helft, die in 1604 in Staatse handen kwam. Ook het eiland van Axel was al langer in Staatse handen. De op dit eiland liggende plaatsen, zoals Zaamslag, Axel en Hoek zijn dan ook overwegend protestant. Het Land van Hulst kwam pas later in Staatse handen en is overwegend katholiek. Voor West-Zeeuws-Vlaanderen ligt de situatie ingewikkelder. De grensstreek met België in het zuiden is overwegend katholiek, terwijl de kustplaatsen zoals Cadzand, Zuidzande, Nieuwvliet, Retranchement en Breskens voor het merendeel protestant zijn. Tussenliggende plaatsen, met name Oostburg zijn gemengd. Een rol hierin heeft gespeeld de komst van calvinistische en lutherse vluchtelingen zoals de hugenoten in 1689 en de Salzburger emigranten in 1733. Aardenburg was een toevluchtsoord voor reformatorisch gezindten uit de rest van Vlaanderen. Dit betrof bijvoorbeeld de doopsgezinden die omstreeks 1629 uit Vlaanderen moesten vluchten. In 1650 werd in Aardenburg een vermaanhuis gebouwd.
Ook katholieken trokken naar Zeeuws-Vlaanderen. Dit betrof bijvoorbeeld Vlaamse dijkwerkers die betrokken waren bij de aanleg van de Hoofdplaatpolder op het eind van de 18e eeuw. Zij bleven er wonen en vormden op hun beurt weer katholieke enclaves.

## Generaliteitsland
De inname van Staats-Vlaanderen maakte een blokkade van de Westerschelde mogelijk waardoor de haven van Antwerpen na de Val van Antwerpen onbruikbaar werd voor de Spaanse marine en de Antwerpse handel. Deze blokkade werd opgeheven in 1648, in het kader van de Vrede van Münster.
Zeeuws-Vlaanderen werd toen een generaliteitsland dat geen stem in het landsbestuur van de Republiek der Verenigde Nederlanden had.

## Franse tijd
Dit veranderde toen Sluis in 1794 door de Fransen werd veroverd. Staats-Vlaanderen werd in 1795 ingelijfd bij Frankrijk als arrondissement de Sas-de-Gand met de kantons Oostburg, Sluis, IJzendijke, Sas van Gent en Hulst.
In 1796 werd het Scheldedepartement ingesteld, waar Staats-Vlaanderen toe ging behoren.

## Zeeuws-Vlaanderen
Na de aftocht der Fransen werd het gebied op 14 februari 1814 opnieuw door Nederland in bezit genomen. Op 29 maart 1814 werd het bij grondwet bij de nieuw gevormde provincie Braband van het Soeverein Vorstendom der Verenigde Nederlanden ingedeeld. Dit was niet praktisch en ook van korte duur, want op 19 september 1814 werd het voormalige Staats-Vlaanderen onderdeel van de provincie Zeeland en hernoemd tot Zeeuwsch-Vlaanderen, de huidige naam, die tegenwoordig als Zeeuws-Vlaanderen wordt gespeld.
In 1830 en '31, werd tijdens de Belgische Opstand de beproefde tactiek van de 'sluiting' van de Schelde toegepast om de opstandige Belgen te isoleren. Hiertoe werden ook de napoleontische forten langs de Westerschelde, zoals Fort Frederik Hendrik, weer geactiveerd. Nadat de Belgische onafhankelijkheid in 1839 was erkend duurde het nog tot 1841 voordat het Kanaal Gent-Terneuzen weer bevaren mocht worden. De betrekkingen met België werden genormaliseerd en de Zeeuws-Vlaamse bevolking had zonder meer veel contacten met de Belgen, en niet alleen waar het smokkelen betrof.
Een dieptepunt was de Eerste Wereldoorlog, toen Zeeuws-Vlaanderen van België was gescheiden door de Draad, die levensgevaarlijke grensversperring.
België legde in 1919 en '20 aanspraak op Zeeuws-Vlaanderen (die ook gold ten aanzien van het Nederlandse Zuid-Limburg), omdat men vond dat er reden genoeg was om het door Nederland aan de Duitse keizer Wilhelm II verleende politiek asiel, inclusief de toegestane doorreismogelijkheid door Zuid-Limburg voor de terugtrekkende Duitse troepen, aan te grijpen om een territoriale eis in te dienen op de conferentie in Versailles waar de geallieerden de nadere vredesvoorwaarden die aan Duitsland opgelegd zouden worden, onderling bespraken. Die annexatiewens werd België overigens geweigerd. Er ontstonden demonstraties die gezien werden als een gebaar van aanhankelijkheid aan land en vorstenhuis, ook door de Britten. Deze trouw van de Zeeuws-Vlaamse bevolking aan Nederland werd onder meer beloond met de bouw van het Koningin Wilhelmina Lyceum in Oostburg, terwijl lange tijd de veerdiensten vrijwel gratis waren.

### Moderne tijd
In 1944 trachtten de Duitsers op dezelfde wijze Antwerpen voor de oprukkende geallieerden ongeschikt te maken als aanvoerhaven. Het bezit (of bezet houden) van Zeeuws-Vlaanderen gaf immers militaire macht over de Westerschelde. Dit was de reden waarom de bevrijding van West-Zeeuws-Vlaanderen gepaard ging met hevige bombardementen die vaak een onnodig hoge tol eisten: Breskens, Schoondijke, Oostburg en Sluis werden door de Canadese bevrijders gebombardeerd. Er vielen meer dan 600 doden en de materiële schade was erg groot.
Verdere ontwikkelingen waren de afsluiting van de Braakman, de stormramp van 1953, de voortgaande industrialisering, met name bij Terneuzen inclusief de aanleg van de zeesluizen aldaar.
Het Beneluxverdrag maakte de overschrijding van de Belgisch-Nederlandse grens wat soepeler dan andere Europese grenzen: Fietsers mochten, mits in bezit van een paspoort, de binnenweggetjes nemen. Auto's dienden de officiële grenspost te nemen met een slagboom aan beide zijden van de grens, waar vrachtrijders de nodige formaliteiten dienden te vervullen. De voortschrijdende Europese integratie maakte deze zaken geleidelijk overbodig.
De opening van de Westerscheldetunnel ging gepaard met het opheffen van belangrijke veerdiensten en aanzienlijke prijsverhogingen van wat overbleef. Voor grote delen van de Zeeuws-Vlaamse bevolking werd de rest van Zeeland, inclusief het voor hen belangrijke Vlissingen en Middelburg, nu wel erg moeilijk bereikbaar.

### Trivia
In Vlaams-nationale middens wordt de term op sarcastische wijze gebruikt voor Zeeuws-Vlaanderen, omdat men het - net als Frans-Vlaanderen - als een verloren gebied beschouwt dat teruggegeven zou moeten worden aan een Vlaanderen dat tegelijk een zelfstandige natie zou moeten zijn.